# Архив исторических и практических сведений, относящихся до России
«Архив исторических и практических сведений, относящихся до России» (12 книг в 13 томах, СПб., 1858—1869) — многотомное археографическое издание, редактором и составителем которого был историк-юрист, основатель архивного дела в России Николай Васильевич Калачов. Служило продолжением четырёхтомника, изданного Калачовым в Москве в 1850—1861 годы — «Архива историко-юридических сведений»). Смена названия показывала, что издатель имел целью историческую разработку современных общественных вопросов для выяснения национальных начал и форм общественной жизни. Тома содержали уникальные публично-правовые и частно-правовые документы. Как приложение к «Архиву исторических и практических сведений», Калачов начал в 1860 году издание журнала «Юридического вестника», продолжавшего впоследствии выходить самостоятельно (СПб., 1860—1864).

## Тома «Архивов»
(кн. 1-6, СПб., 1858—1861)
- Книга первая, 1858; Приложение, 1859
- Книга пятая, 1860
- Книга шестая (с приложением), 1861

(кн. 1-6, СПб., 1860—1869)
- Книги первая, 1860
- Книга вторая, 1861
- Книга третья, 1862
- Книга четвёртая, пятая и шестая, 1862—1869
- Книга пятая, 1863